# Egersund (stacja kolejowa)
Egersund – stacja kolejowa w Egersund, w regionie Rogaland w Norwegii, jest oddalona od Oslo o 317 km.

## Położenie
Jest końcową stacją linii Jærbanen i znajduje się na linii Sørlandsbanen. Leży na wysokości 11,1 m n.p.m.. Stacja jest oddalona o 10 min od centrum.

## Ruch pasażerski
Stacja obsługuje bezpośrednie połączenia do Stavanger, Kristiansand i Oslo. 

## Obsługa pasażerów
Kasa biletowa, poczekalnie, telefon publiczny, ułatwienia dla niepełnosprawnych, parking na 157 miejsc, parking rowerowy, automatyczne skrytki bagażowe, przystanek autobusowy, postój taksówek.